# MirrorMask
MirrorMask è un film del 2005 diretto da Dave McKean.

## Trama
Helena è una quindicenne particolarmente dotata nell'arte del disegno, che lavora come giocoliera all'interno del circo di famiglia. Sebbene la vita del circo possa sembrare invidiabile, Helena vorrebbe poter vivere una vita normale, come tutte le altre ragazze della sua età. Proprio per questo motivo un giorno litiga aspramente con sua madre Joanne, che poche ore dopo  perde i sensi e viene portata d'urgenza in ospedale. Helena inizia così a provare forti sensi di colpa, convinta che il malore della madre sia stato causato dal loro litigio.
La notte in cui la madre di Helena viene operata la ragazza si sveglia improvvisamente e, dopo essere uscita di casa e aver trovato alcune persone mascherate per strada, viene inseguita da una strana materia nera che sembra distruggere al tocco ogni cosa. Scappata con Valentine, uno dei ragazzi mascherati, Helena si rende conto di essere in un mondo parallelo popolato dalle immagini che provengono direttamente dai suoi disegni. Parlando col Primo Ministro, la ragazza viene a sapere che la Regina della Luce è gravemente malata, e che solo la Maschera di Specchio, un potente talismano, può evitare che l'intero mondo venga distrutto. Helena, accompagnata da Valentine, si avventura nella Terra delle Ombre per recuperare la Maschera.
Durante il difficoltoso tragitto, la ragazza osserva dalle varie finestre ciò che accade nella sua camera, e scopre che il suo posto è stato preso dalla figlia della Regina delle Ombre, una ragazza fisicamente identica a lei ma dal comportamento radicalmente opposto al suo. Questa si accorge di essere osservata, e comincia a strappare alcuni disegni, così che il mondo fantastico inizia ad andare in pezzi. Valentine tradisce Helena consegnandola alla Regina delle Ombre in cambio di una grande quantità di gioielli; in seguito, i servi deformano la mente di Helena in modo che lei creda di essere la Principessa delle Ombre. Valentine si pente presto e torna al palazzo, aiutando Helena a spezzare l'incantesimo su di lei. Frugando nella stanza della Principessa, Valentine ed Helena trovano la Maschera di Specchio nascosta all'interno dello specchio della Principessa, e fuggono immediatamente.
Helena e Valentine hanno un infruttuoso confronto con la Regina delle Ombre; dopodiché, la Principessa distrugge i rimanenti disegni nella stanza di Helena, impedendo alla ragazza di tornare a casa. La Principessa porta i disegni sul tetto dell'edificio per disperderne i brandelli nel vento, ma scopre con sgomento un altro disegno che Helena aveva lasciato sul retro della porta del tetto. Helena ne approfitta per indossare la Maschera di Specchio e scambiarsi di posto con la Principessa, ora rispedita nel regno della madre. Contemporaneamente, la Regina della Luce si risveglia, e finalmente le due Città vengono ripristinate al loro naturale equilibrio.
Helena si risveglia sul tetto del condominio dove vive, sembra che tutto sia stato solo un sogno. Il padre le comunica che l'operazione di Joanne ha avuto successo e che si riprenderà presto; felicissima, Helena riprende il suo ruolo nel circo. Qualche tempo dopo, al circo si presenta un giovane che chiede di fare un provino, ed Helena è piacevolmente sorpresa quando scopre che si tratta proprio di Valentine.

## Colonna sonora
1. Sock Puppets / Flyover – 2:50
2. Circus Overture – 2:01
3. Spanish Web – 2:09
4. Gorillas! – 1:07
5. Running for the Bus – 1:06
6. Abandoned Hall – 3:33
7. Leaving the City – 1:05
8. Arresting Helena – 1:43
9. The White Queen Sleeps / The White Palace – 2:52
10. Rabbit Band – 0:40
11. The Library – 0:33
12. The Myth of Creation – 1:37
13. Fish Street – 0:47
14. Looking Through the Window – 1:17
15. Giants Orbiting – 4:23
16. Outside Bagwell's – 1:05
17. Mrs. Bagwell's Rhumba – 3:15
18. Meeting the Sphinx and the Dark Queen – 4:42
19. Monkeybirds – 2:12
20. Dream Park / Meeting in a Dream – 3:39
21. Conjuring a Dome – 1:25
22. In the Dark Forest – 1:13
23. Betrayed! – 4:01
24. Close to You – 2:06
25. A New Life – 2:36
26. A Rather Tense Dinner Party – 1:20
27. Butterfingers – 0:59
28. Discoveries / Fight or Flight? / Goodbye Evil Helena – 10:05
29. My Waltz for Newk – 3:54
30. If I Apologised – 3:42

## Distribuzione
Il film è stato distribuito in Italia direttamente in home video da Sony Pictures Home Entertainment, con l'adattamento dei dialoghi e la direzione del doppiaggio curati da Roberto Chevalier.

## Riconoscimenti
- Amsterdam Fantastic Film Festival - Black Tulip Award Best Feature Debut
- Locarno International Film Festival - Youth Jury Award - Special Mention
- Sarasota Film Festival - Audience Award Best Narrative Feature